# Explosion Rockets
De Explosion Rockets is een Nederlandse rock-'n-rollband die in verschillende formaties sinds 1959 in binnen- en buitenland actief is. Het repertoire bestaat uit de popmuziek van eind jaren vijftig en begin jaren zestig. De band heeft een eigen fanclub en is heden actief, zowel met hun eigen act als in het begeleiden van bekende rock-'n-roll-artiesten en -impersonators.

## Geschiedenis
In 1959 verkreeg de van oorsprong Vughtse band onder de naam The Jet Black Robbers snel bekendheid via talentenjachten en waren zij in een finaleronde te horen op Radio Luxemburg. Onder de nieuwe naam The Hurricane Rollers - met toestemming van Robbie Boekholt, de originele Hurricane Rollers - vervolgde onder leiding van sologitarist Bart Strik de band zich in de jaren zestig en vervolgens begin jaren zeventig. Daarna startte Bart Strik opnieuw - en wederom met toestemming - met The Explosion Rockets. Een periode van succes volgde met de toetreding van Savage Kalman, waarmee de band de naam Savage Kalman & The Explosion Rockets kreeg. Zij speelden tijdens Felix Meurders' 100e radio-uitzending van The Rock 'n' Roll Methode en verschenen op nationale televisie als (gast)huisband bij een aflevering van de TROS Top 50.
Begin jaren tachtig gaat de band uiteen, maar wordt heropgericht in 1985. Sindsdien speelt het muzikaal gezelschap als The Explosion Rockets onafgebroken - met enige formatiewisselingen - tot op heden. De band is ook actief in het samenwerken met bekende artiesten. Zo speelden ze in verschillende voorprogramma's, als gastband en als begeleidingsband bij meerdere rock-'n-roll-artiesten, onder wie Chris Montez, James Burton, The Earth Angels, The Sweet Inspirations, Jan Veermans BZN'66 en Andy Tielman. De band ontving in 2014 de Andy Tielman Award, een onderscheiding die toekomt aan veelbelovende acts op rock-'n-roll-gebied.

## Discografie
Elpees & cd's
- School of Rock 'n Roll
- Born to Rock
- The Rehearsel Tapes
- Savage Kalman & The Explosion Rockets
- In The Mood For (The Explosion Rockets)
- (The Explosion Rockets) Complete
- Teenage Heaven
- Perfect for Parties
- 25 Foottappers & Heartbreakers
- (The Explosion Rockets) Hit Album
- Double Dynamite
- The Fabulous Sound (of the Explosion Rockets)
- For LP Fans Only
- (The Explosion Rockets) Collection
- The Early Years

Singles & ep's
- Babysittin'/Born to Lose
- Read Headed Woman/Explosion Express
- The Explosion Express (EP)

Dvd's
- An Evening With Chris Montez & The Explosion Rockets
- The Explosion Rockets: Recorded Live On Stage
- Rock On With The Explosion Rockets
- Let Me Tell You Baby It's Called Rock and Roll